# 王綰
王 綰（おう わん、生没年不詳）は、秦の政治家。

## 経歴
秦王政（始皇帝）のとき、丞相となった。始皇26年（紀元前221年）、秦が中国を統一すると、王綰は馮劫・李斯らとともに秦王を「泰皇」とし、その命を「制」とし、令を「詔」とし、天子の自称を「朕」とするよう上奏した。秦王政は泰皇を「皇帝」と改めた以外は、全てその意見を取り入れた。また王綰らは燕・斉・荊（楚）の地が遠いことから、諸子を立てて封建制の王とするよう上奏した。しかしこの意見は李斯の反論を受け、始皇帝に退けられた。この年に作られた度量衡の基準となる権量銘には、「丞相状綰」の4字が刻まれており、丞相として隗状と王綰が列していたことが考古的にも裏づけられる。
始皇28年（紀元前219年）、王綰は始皇帝の東方巡行に従い、瑯琊台刻石に名を列せられた。